# Si (Phật giáo)
Si (zh. 癡, sa., pi. moha, bo. gti mug གཏི་མུག་) là "Si mê", "Vô minh". Cũng được viết là ngu si (zh. 愚癡). Chữ Si viết theo cách mới là 痴. Là phiền não, si mê đối với mọi chân lý tương đối và tuyệt đối. Theo A-tì-đạt-ma-câu-xá luận, nó được xem là một trong các Đại phiền não địa pháp, theo giáo lý Duy thức tông, nó là một trong 6 căn bản phiền não, là một trong Tam bất thiện căn (zh. 三不善根) và là một trong Thập tuỳ miên (zh. 十隨眠). Đồng nghĩa với Vô minh. Được xem như là nguồn gốc của mọi phiền não.
Si ở đây có nghĩa là đặt niềm tin vào một cái gì nghịch lý, không thể có (xem Quy mao thố giác), không nhận được chân tính hoặc Phật tính nằm trong các Pháp – nói tóm lại là không biết ý nghĩa của cuộc sống.
Theo quan niệm của đạo Phật thì con người bị sáu Thức – năm giác quan thông thường và thêm vào đó là ý thức (tri thức), thức biết phân biệt – làm mê hoặc, si mê. Một tâm trạng vướng mắc vào sáu thức nêu trên dẫn dắt con người đi vào cõi mê bởi vì chúng thúc đẩy, tạo điều kiện làm cho con người dễ tin rằng, thế giới hiện hữu là sự thật tuyệt đối, mặc dù nó chỉ là một khía cạnh, một khía cạnh rất hạn chế của sự thật.
Quan niệm cho rằng thế giới nằm ngoài Tâm cũng được xem là cuồng si, bởi vì thế giới chính là sự phản chiếu của tâm, là những biến chuyển của tâm thức (thức biến). Như vậy không có nghĩa là thế giới hiện hữu hoàn toàn không có. Nếu các vị Đại sư trong Phật giáo bảo rằng, các pháp hiện hữu đều không có thật thì người ta nên hiểu rằng, chư vị nói như thế để phá tà kiến, niềm tin của một phàm phu vào một thế giới nằm ngoài tâm, thế giới khách thể, cho rằng nó chính là sự thật. Mục đích của đạo Phật là tiêu diệt si mê qua kinh nghiệm Giác ngộ và trong tất cả các trường phái thì Thiền tông nổi bật lên với quan niệm Kiến tính thành Phật, trực nhận chân lý.
Theo các giáo lý tối thượng của Phật giáo như Thiền, Đại thủ ấn, Đại cứu cánh, giác ngộ và si mê, thế giới hiện hữu và sự thật tuyệt đối, sắc và tính Không (sa. śūnyatā), Luân hồi (sa. saṃsāra) và Niết-bàn (sa. nirvāṇa) là một, không hai. Để đạt đến sự nhận thức này, người ta cũng có thể dùng phương pháp biện chứng, suy luận phân tích – như nhiều trường phái Phật giáo khác. Nhưng Thiền tông lại cho rằng, cái thức phân biệt – vốn đã bị một màn si mê bao phủ, dẫn dắt con người đến bể khổ trầm luân – chỉ có thể vượt qua bằng kinh nghiệm giác ngộ trực tiếp, như "người uống nước biết mùi vị như thế nào".